# Ганшин, Виктор Иванович
Виктор Иванович Ганшин (13 июля 1933, Ленинград, СССР — 24 марта 2012 Санкт-Петербург) — российский писатель, публицист, журналист. Член Союза журналистов России. Лауреат премии Союза журналистов СССР, репортерской премии имени Матвея Фролова. Лауреат премии имени Н. В. Гоголя по литературе (2006), победитель всемирного конкурса русскоязычных поэтов "Надежды лира золотая" (2003).

## Биография
Родился 13 июля в 1933 году в городе Ленинграде, выходец из крестьян Московской области. Ранее детство провёл на Петроградской стороне города на Неве. В годы войны эвакуировался на родину к матери в Клинский район Московской области, и здесь его настигла немецкая оккупация.
После возвращения в Ленинград завершил обучение в школе и поступил в Ленинградский государственный университет. Позже окончил два факультета - журналистики и филологический. Его дипломные работы были посвящены творчеству Чехова. Именно с этим писателем и связаны его первые литературные публикации "Имя, дорогое миллионам". Деятельность журналиста была открыта статьёй «На страже лесных богатств», которая вышла в 1958 году в «Ленинградской правде».
С 1961 по 1962 годы трудился в радиоредакции, в 1962 году стал работать корреспондентом ТАСС, позже был ответственным выпускающим, обозревателем по вопросам культуры. Является автором более 20 000 репортажей, публикаций, статей. Участник формирования библиотеки воспоминаний ленинградских ветеранов. В соавторстве с П. Булушевым в 1980 году издал книгу "Подвигу твоему, Ленинград". За книгу-альбом "Одна секунда войны" был удостоен премии Союза журналистов СССР.
Его писательский путь был долгое время не замечен. Он был известен как мастер уникальных устных повествований, анекдотов. С 1982 в сборниках «День поэзии» стали печататься его стихотворения.
В 2003 он стал обладателем второй премии Всемирного конкурса русскоязычных поэтов «Надежды лира золотая», который проходил в Нью-Йорке. Здесь были представлены его диптихи «22 июня 1941 года» и «9 мая 1945 года». Он сумел найти точные слова, чтобы определить боевой путь пограничника, который отвоевал всего 3 минуты, но внёс огромный вклад в Победу и спас свою родину.
Детские впечатления от ужаса войны стали основой его повести "Однажды прожитая жизнь", которая в 2006 году была удостоена премии имени Николая Гоголя.
Проживал в Санкт-Петербурге. Умер 24 марта 2012 года.

## Награды и премии
- 2003 - победитель всемирного конкурса русскоязычных поэтов "Надежды лира золотая"
- 2006 - Лауреат премии имени Н. В. Гоголя по литературе
- Орден Знак Почёта
- 2002 - Благодарность Президента Российской Федерации.